# 列万·米尔佐扬
列万·伊萨耶维奇·米尔佐扬（1897年11月2日（格里历：11月14日）—1939年2月26日），亚美尼亚人，苏联党和国家领导人。阿塞拜疆共产党中央第一书记，联共（布）哈萨克苏维埃自治社会主义共和国党委第一书记，第一任哈共（布）中央第一书记。三人法庭审判受害者。

## 生平
- 1897年11月2日（格里历：11月14人）出生于沙俄伊丽莎白波尔省舒沙区阿山村。
- 1917年，巴库油田计时员。同年3月加入俄国社会民主工党（布）。
- 1917年-1918年，巴库锅炉工联合会执行委员会书记。
- 1918年，俄共（布）巴库地下党书记。
- 1919年-1920年，被捕，后获释。在第比利斯和巴库从事地下工作。
- 1920年-1921年，阿塞拜疆工会理事会书记。1921年11月，阿塞拜疆苏维埃社会主义共和国劳动人民委员。
- 1921年-1922年，阿塞拜疆工会主席。
- 1922年7月-1929年8月，阿共（布）巴库市委书记。其间，1926年1月-1929年8月，阿共（布）中央第一书记。
- 1929年10月-1930年8月，联共（布）彼尔姆州委书记。
- 1930年8月-1933年2月，联共（布）乌拉尔州委第二书记。
- 1933年2月-1936年12月，联共（布）哈萨克苏维埃自治共和国党委第一书记。
- 1937年12月-1938年5月，哈共（布）中央第一书记。
- 1938年5月15日，米尔佐扬收到斯大林的电报，要求去往莫斯科。5月16日，哈共中央解除了他的第一书记职务。5月23日，在前往莫斯科的路上，米尔佐扬被捕，关押在列福尔托沃监狱。
- 1939年2月26日，被苏联最高法院军事审判庭判处死刑，立即执行。终年41岁。骨灰葬于莫斯科顿河修道院公墓的乱葬岗中。
- 1958年平反。

米尔佐扬是俄共（布）10-14大、联共（布）15-17大、第13-17次代表会议代表；第15-16届中央候补委员，第17届中央委员；第1届苏联最高苏维埃联盟院代表。

## 为政其间其人其事
- 1925年1月，阿塞拜疆共产党报刊“共产主义者”发表了一篇文章，抱怨巴库党委对阿塞拜疆人的语言歧视。同时对Binagadi村的Komsomol小组成员提出了批评，他们反对将俄罗斯参加会议的讲话翻译成突厥语（阿塞拜疆语）。巴库党委书记米尔佐扬亲自向卡冈诺维奇报告了调查结果。据他说，报纸的批评是虚构的。
- 在1930年代，巴库（主要是阿塞拜疆人）的工人生活极其恶劣，没有足够的衣服和医疗设备。阿塞拜疆国家石油公司是巴库经济的支柱。它以牺牲石油工人的身份向世界市场倾销石油，没有缴税，也没有参与城市基础设施的建设。当地党组织无权控制该公司。在这种情况下，米尔佐扬一再呼吁全盟中央委员会（布尔什维克），要求阿塞拜疆石油公司支付地方预算。 1927年，在阿塞拜疆工人与10倍以上的俄罗斯和亚美尼亚工人，专家之间发生冲突时，米尔佐扬支阿塞拜疆工人，支持他们享有优先获得工作的权利。然而，米尔佐扬反对激进的本土化，后者认为所有关键职位都应由阿塞拜疆人占领。
- 1927年，巴库市委通过了一项关于由共和国领导层加速学习阿塞拜疆语的决议，但同年10月，全盟共产党组织部（布尔什维克）承认几乎没有人在学习这种语言。至少在巴库，俄罗斯人反对学习阿塞拜疆语。缺乏阿塞拜疆语报纸和教科书，以致拒绝使用俄语会导致文盲。俄罗斯人没有学习阿塞拜疆语的动力，并且阿塞拜疆专家被迫学习俄语以了解技术文献。米尔佐扬认为要求俄罗斯和亚美尼亚工程师和技术人员讲突厥语是不正确的。1927年3月，他对中央委员会成员说：“毕竟，在俄罗斯，也不需要外国专家讲俄语”。尽管斯大林高度认可阿塞拜疆的党建工作，但米尔佐扬本人并没得到斯大林的认可。1929年7月1日，他被调离阿塞拜疆。
- 1933年，他被调往哈萨克，负责1932年哈萨克斯坦大饥荒的善后工作。任职期间，1933年在哈萨克就实现了粮食丰收，停止了对牛的大规模屠杀，牲畜数量快速增加。根据米尔佐扬的命令，三年内向集体农庄农民分配了111.7万头牛。乌尔巴水电站也开始建设，里德联合收割机工厂和奇姆肯特铅厂的建设继续进行，卡拉干达煤田也开始开发。哈萨克形成了工业区，扩大了南恩巴地区的地质勘探工作，开辟了新的油田。1935年底，全长约800公里的古里耶夫-奥尔斯克输油管道建成。1930年代中期，当地工业人口已达到为46.5％。在米尔佐扬的领导下，筹备并举行了哈萨克第一届作家大会，创建了哈萨克音乐剧院，哈萨克国家爱乐乐团，哈萨克科学院基地，哈萨克斯坦诗人阿拜得以“平反”。
- 在大清洗期间，米尔佐扬拒绝执行镇压命令。由此得罪斯大林。在1937年联共（布）2月中央全会上，他和其他几位地区领导人因煽动他的“个人崇拜”和裙带关系而受到批评。比如在米尔佐扬的倡议下，哈萨克最高的山峰汗腾格里峰被更名为米尔佐扬峰。节假日期间，米尔佐扬的肖像比斯大林的大数倍等等。
- 1938年初，他拒绝斯大林将远东地区朝鲜人安置到哈萨克北部的决定。因为那里气候寒冷，不适宜水稻生产。

## 评价
- 1997年，在哈萨克斯坦亚美尼亚协会的倡议下，在米尔佐扬诞辰一百周年之际，在阿克托别，为了纪念他而更名了库班斯卡亚街，并建立了纪念碑。
- 哈萨克斯坦总统的档案馆于2001年出版了《哈萨克斯坦的列万·米尔佐扬》一书。收集了1933年-1938年他在哈萨克任职期间的文件和材料。编辑者指出：“ 他在1933-1938年间帮助哈萨克斯坦的农业摆脱了严重的危机，促进了共和国的工业和文化发展，建立了国家人才队伍，并最初试图控制大清洗的范围。”
- 但是，在俄罗斯社会和政治历史国家档案馆解密文件的发布之后，阿斯塔纳市政府与2014年6月26日决定将阿斯塔纳的米尔佐扬大街改名为卡尼什·萨特佩耶夫大街。他是哈萨克斯坦著名科学家，哈萨克斯坦科涅什·萨特佩耶夫科学院的第一任校长。该决定说：“历史证明，米尔佐扬毁灭了哈萨克的知识分子”。
- 2016年11月26日，阿拉木图市政府决定将阿拉木图的米尔佐扬街改名为沙菲克·肖金大街。他是哈萨克斯坦著名能源科学家。
- 2017年，阿克纠宾市民众要求拆除米尔佐扬纪念碑。历史和文化遗产局说，这座纪念碑是在1997年非法安装的。它不受任何形式的法律保护，它在受保护对象的登记簿中不存在，也没有相关文件。因此，可以很容易地将其拆除。在2018年，纪念碑被拆除，将来计划将其放置在社会主义时代的公园中。根据亚美尼亚驻哈萨克斯坦大使的说法，显然是因为他的国籍而破坏了对这位政治家的记忆。

## 荣誉
- 列宁勋章

## 命名地区
- 米尔佐扬市，1936年-1938年塔拉兹的旧称。
- 米尔佐扬区，阿克托别州卡加林斯基区于1933年-1936年的旧称。
- 米尔佐扬区，江布尔州江布尔区于1936年-1938年的旧称。